# Zack Test

b Matchs officiels uniquement.
Dernière mise à jour le 27 août 2016.
Zachary « Zack » Test est un joueur américain de rugby à sept et à XV international. Depuis 2009, il joue avec l'équipe des États-Unis de rugby à sept lors des World Series et des coupes du monde. Il est le joueur américain ayant inscrit le plus d'essais dans les World Series (143). Depuis 2015, il évolue également avec l'équipe des États-Unis de rugby à XV.

## Biographie

### Débuts dans le rugby
Zack Test est né à Woodside dans l'état de Californie. Il commence le rugby lors de sa dernière année de high school en 2006, et continue à l'université de l'Oregon.

### Carrière dans le rugby à sept
Zack Test fait ses débuts avec les Eagles lors du tournoi de Hong Kong. Il joue un total de trois tournois (en Australie et à Londres). Il devient rapidement un membre important de l'équipe en disputant tous les tournois de la saison suivante. Il répète cette performance la saison suivante. Il remporte avec son équipe la médaille de bronze lors des Jeux panaméricains de 2011. Il fait également partie de l'équipe qui dispute la coupe du monde 2013.

### Carrière dans le rugby à XV
Il intègre l'équipe des États-Unis de rugby à XV pour la Pacific Nations Cup 2015. Il fait ses débuts face aux Samoa. Quelques mois plus tard, il intègre l'équipe pour disputer la coupe du monde 2015.

## Statistiques en équipe des États-Unis de rugby à XV
- 6 matches disputés (4 titularisations, 0 points inscrits)
- 2 matches de coupe du monde (Afrique du Sud et Japon)
- 4 matches de coupe des nations du Pacifique

## Palmarès en rugby à sept
- Troisième aux Jeux panaméricains de 2011
- Vainqueur du London rugby sevens 2015